# Loi de Beaumont
Pour les articles homonymes, voir Beaumont.
La loi de Beaumont est une charte promulguée pour la première fois en 1182 par Guillaume aux Blanches Mains, archevêque de Reims, qui visait à organiser l'affranchissement de la commune de Beaumont-en-Argonne (Bellus mons, à l'époque). La loi libérait la localité de toute servilité envers le seigneur du lieu et autorisait à l'élection de mandataires locaux (magistrat), en échange de redevances.
Le document, écrit primitivement en latin, reprenait les principes de la Willelmine accordée la même année aux Rémois. Elle fut par la suite appliquée pour l'affranchissement de plusieurs villes du nord-est de la France, du sud de la Belgique et du Grand-duché de Luxembourg.
Elle fut abrogée en Belgique en 1775 par l'impératrice Marie-Thérèse, et fut invoquée en France jusqu'à la Révolution en 1789.

## Présentation
« Sur la fin XIIe siècle, parut en Champagne une charte qui fut regardée comme une espèce de météore, parce que les hommes y sont comptés pour quelque chose. La liberté et la propriété présidèrent à sa rédaction. ». Elle est concédée par Guillaume aux Blanches Mains, archevêque de Reims et cardinal du titre de Sainte-Sabine. Ce prélat de la ville de Beaumont-en-Argonne donna cette charte à sa nouvelle colonie en 1182. Elle fut publiée en latin et en français et contient 58 articles. On en trouve le texte français dans l'Histoire de Lorraine de dom Calmet, tome 2, aux preuves, page 537. Le texte latin se trouve dans le dépôt de la chambre des comptes de Bar.
La sagesse de cette loi opéra une révolution non seulement dans le petit pays d'Argonne où elle se trouvait établie mais encore dans les provinces qui l'entouraient : la Lorraine, le Barrois, le Verdunois, la Champagne. Les choses en vinrent au point que les seigneurs ne se tenaient plus assurés de conserver leurs hommes s'ils ne consentaient à leur jurer la loi de Beaumont.
Le Clermontois qui dans la plus grande portion fait partie du pays d'Argonne marqua bientôt aux seigneurs qui le gouvernaient le désir plus vif d'être régi par la loi de Beaumont. Elle fut accordée à la plupart et peut être à tous lieux qui composent le Clermontois. Plusieurs on conservé les chartes particulières. Celle de Varennes, donnée par Thiébaut II de Bar, date de novembre 1243 (dom Calmet, ibid., Preuves, p. 458) et celle de la ville de Stenay fut antérieure puisqu'on la trouve rappelée dans une charte du prince du mois de février 1243. Stenay n'est qu'à deux lieues de Beaumont. C'est la même forêt de Dieulet qui donne des bois à Beaumont et Stenay.
On reconnaît au reste l'effet de cette loi à des signes certains dans les lieux où elle a été établie et qui ont su en conserver la possession. Quand on trouve dans les lieux du Clermontois des fours et des moulins banaux au profit du seigneur et, en faveur des habitants, une justice municipale des bois communaux chargés du chauffage des fours et la possession de pêcher en la rivière on peut se tenir assuré que ces lieux ont été jurés à la loi de Beaumont.

## Principaux articles de la charte
Art. 1. Que chaque bourgeois qui aura maison la ville de Beaumont payera au seigneur 12 deniers chaque année, sous peine de deux sous d'amende.
Art. 2. Qu'il sera loisible aux bourgeois de vendre et d'acheter dans la ville de Beaumont sans vinaige et sans tonnelieu payer.
Art. 3. Que chaque fauchée de prés payera quatre deniers le jour de la fête de saint Rémi.
Art. 4. En la terre qui est cultivée vous payerez de douze gerbes, deux et, en la terre qui sera mise de bois à champs, vous payerez de quatorze gerbes, deux.
Art. 5. Nous ferons fours en la ville de Beaumont qui nôtres seront auxquels vous apporterez votre pain à cuire par ban et de 24 pains, vous payerez un.
Art. 6. Nous y ferons aussi moulins où vous viendrez moudre par ban ou au moulin de l'Estagne et de 20 septiers vous payerez un.
Art. 7. Si aucun homme est accusé de ses dîmes, ou de ses terraiges, ou du ban des moulins, ou du fond brisé, qu'il s'en purgera par son serment seul.
Art. 8. À ces choses nous vous octroyons l'usage des eaux et des bois si comme entre vous et les hommes de Lestague et les hommes d'Oüe, et les frères de Belva, divisé sera.
Art. 9. En la ville de Beaumont li jurés seront établis et li maires aussi qui nous jurera seauté et répondra à nos ministres des rentes et des issues de la ville. Maire, ni les mairiers, ni les jurés ne demorront en leurs offices que par un an, si ce n'est par le consentement de tous.
Art. 28. Ce qui sera fait devant les jurés sera séant et stable, sans contredire.
Art. 54. L'archevêque donnera procuration pour le plaid général trois fois l'an au mayeur et aux jurés, pour chacune fois cinq sous ; et li maire et jurés tant qu'ils seront en leurs offices seront quittes chacun de la rente d'une mesure et d'un courtis.
Les autres articles concernent l'établissement et la juridiction des maire et échevins dans la ville de Beaumont et les autres concernent la propriété des bois des habitants de ce lieu.

## L'extension de la charte

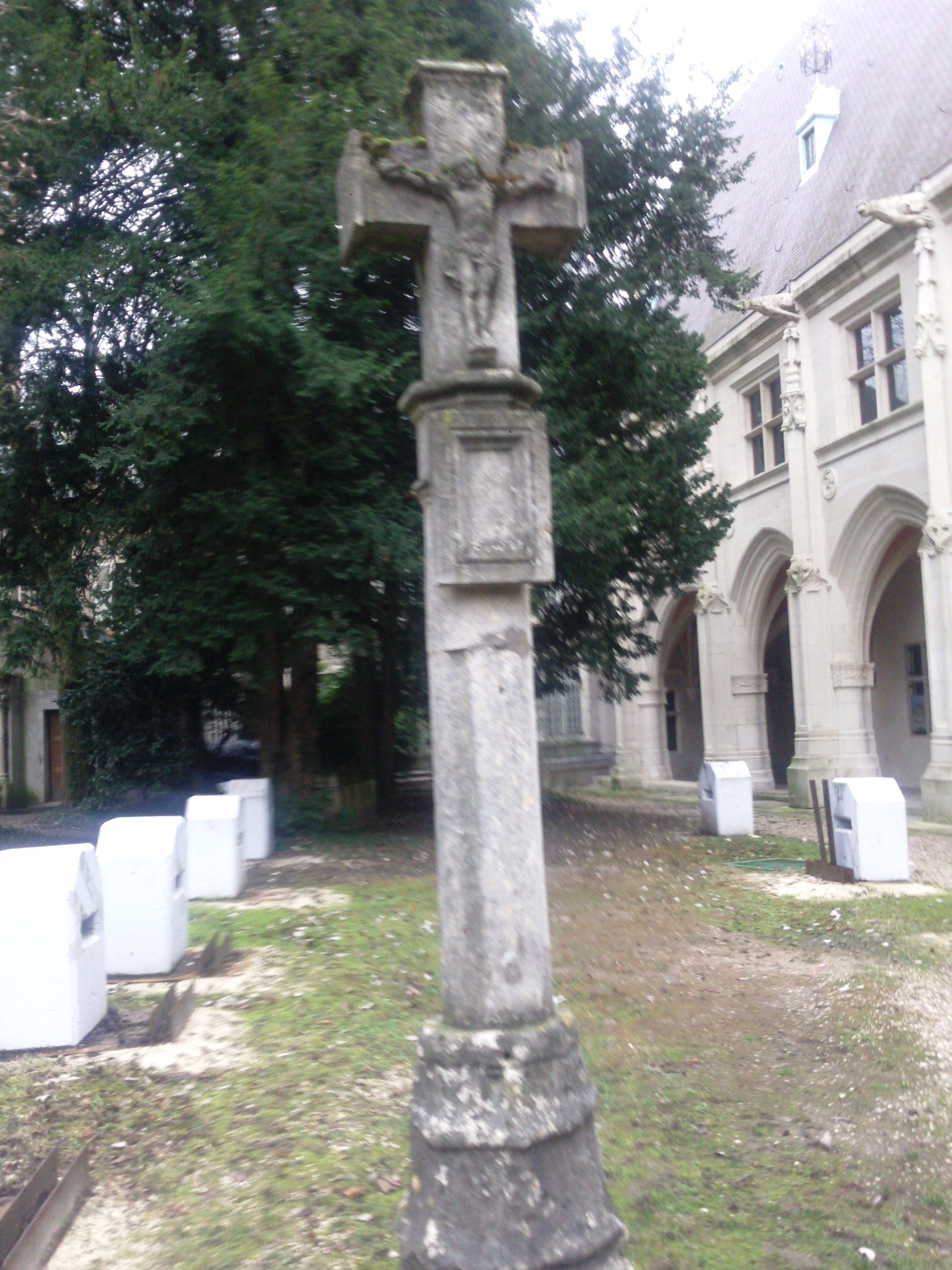
Croix d'affranchissement (loi de Beaumont) de Frouard

En Argonne même, la loi de Beaumont fut adoptée par une quarantaine de bourgs et villages. Au-delà, la loi de Beaumont servit de modèle aux chartes d’affranchissement de 585 localités de l’est et du nord de la France et de l’actuelle Belgique aux XIIIe et XIVe siècles,,.
| Localité                    | Date          | Dépendance        |
| --------------------------- | ------------- | ----------------- |
| Beaumont-en-Argonne         | 1182          |                   |
| Buzancy                     | 1357          | Argonne           |
| Vienne-le-Château           | 1307          | Argonne           |
| Saint-Pierremont            | 1283          | Argonne           |
| Clermont                    | 1246          | Argonne           |
| Varennes                    | 1243          | Argonne           |
| Passavant                   | 1239          | Argonne           |
| Triaucourt                  | 1229          | Argonne           |
| Florent-en-Argonne          | 1226          | Argonne           |
| Le Chesne                   | 1207          | Argonne           |
| La Neuville-au-Pont         | 1203          | Argonne           |
| Avioth                      | 1223          | Comté de Chiny    |
| Florenville                 | 1273, 24 juin | Comté de Chiny    |
| Pont-à-Mousson              | 1261          | Comté de Bar      |
| Frouard                     | 1263          | Duché de Lorraine |
| Bruyères                    | 1263          | Duché de Lorraine |
| Arches                      | 1263          | Duché de Lorraine |
| La Neuveville-sous-Montfort | 1263          | Duché de Lorraine |
| Châtenois                   | 1263          | Duché de Lorraine |
| Harnoncourt                 | 1369          |                   |
| Torgny                      | 1301          |                   |
| Ethe                        | 1300          |                   |
| Vance                       | 1284          |                   |
| Les Bulles                  | 1270          |                   |
| Virton                      | 1270          |                   |
| Vieux-Virton                | 1260          |                   |
| Saint-Mard                  | 1260          |                   |
| Bellefontaine (Tintigny)    | 1258          |                   |
| Gérouville                  | 1258          |                   |
| Martué                      | 1327          |                   |
| Fontenoille                 | 1270          |                   |
| Chassepierre                | 1274          |                   |
| Laiche                      | 1274          |                   |
| Azy                         | 1274          |                   |
| Le Ménil                    | 1274          |                   |
| Barnich                     | 1256          |                   |
| Mirecourt                   | 1234          | Duché de Lorraine |
| Lacuisine                   | 1304          | Comté de Chiny    |

## Lecture de l'arrêt du Conseil d'État du 9 mai 1769[2]
Il a été jugé par un arrêt du Conseil d'État du Roi du 9 mai 1769 que l'usage des bois accordés aux habitants de Beaumont par la charte de 1182 emportait la pleine propriété de ces bois et que d'un autre côté la concession en avait été faite à titre onéreux parce que Guillaume, archevêque de Reims, avait établi des cens sur les prés des habitants, un droit de terrage sur leurs terres et la banalité des fours et moulins. Et en conséquente le Roi a permis aux habitants de la ville de Beaumont de vendre à leur profit 170 arpents de bois de réserve à l'effet d'en employer le prix aux besoins exprimés dans l'arrêt, sans la retenue au profit de sa majesté, ni du tiers-denier ni du triage.
Voilà donc par cet arrêt de 1769 le sens de la loi de Beaumont bien déterminé dans la concession qu'elle porte de la rivière et des bois. Ce qui a été déclaré n'être que pour l'usage des membres était une véritable propriété pour le corps de la communauté des habitants. Le sens de la Loi étant une fois bien déterminé dans le lieu de son application originaire et principale que de conséquences doivent en descendre !
1° Les bois et les eaux concédés à des communautés suivant la loi de Beaumont sont possédés par elles à titre onéreux, puisqu'à raison de cette concession elles sont soumises à la banalité et au chauffage des fours et à la banalité des moulins ; aussi n'y a-t-il point eu de triage revendiqué pour le roi dans les bois communs de Beaumont.
2° Puisque la banalité des fours et celle des moulins font le prix de la concession des eaux et des bois, il doit s'ensuivre que ceux qui ne prennent aucune part dans les profils de la commune quant aux bois ou à la rivière ne sont pas tenus d'en paver le prix.